# Nikolai Aleksàndrovitx Kózirev
Nikolai Aleksàndrovitx Kózirev (en rus: Никола́й Алекса́ндрович Ко́зырев) (2 de setembrejul. de 1908 – 27 de febrer de 1983) va ser un astrònom i astrofísic rus de l'etapa soviètica, conegut principalment per haver estat el descobridor el 1958 d'un fenomen transitori d'indici d'activitat volcànica a la Lluna.

## Biografia
Kózirev va néixer a Sant Petersburg. En 1928 s'havia graduat en la Universitat Estatal de Sant Petersburg, i en 1931 va començar a treballar en l'Observatori de Púlkovo, situat al sud de la ciutat.
Malgrat ser considerat un dels astrofísics més prometedors de Rússia, Kózirev va ser víctima de les purgues de Stalin: detingut al novembre de 1936, se li va condemnar a 10 anys de reclusió acusat d'activitats contrarevolucionàries. El gener de 1941, va rebre una altra condemna de 10 anys per "propaganda hostil". Mentre que va estar empresonat, se li va permetre treballar en ocupacions relacionades amb l'enginyeria. No obstant això, gràcies a la pressió exercida pels seus col·legues, va ser alliberat al desembre de 1946. Com a resultat del seu empresonament, seria posteriorment esmentat en el llibre Arxipèlag Gulag del Premi Nobel de Literatura Alexander Solzhenitsyn.
Durant el seu empresonament, Kózirev va intentar seguir treballant en física teòrica pura. Havia considerat el problema de la font d'energia de les estrelles i va formular una teoria sobre aquest tema. Però en el seu aïllament, no va tenir informació sobre el descobriment de l'energia atòmica. Després del seu alliberament, es va negar a acceptar la teoria que l'energia de les estrelles prové de la fusió nuclear.
Kózirev era un pensador audaç, i va ser respectat per prominents científics de la seva època (com Arkady Kuzmin, Vasily Moroz i Iosef Shklovsky), encara que la seva obra va ser sovint d'una naturalesa molt dubtosa. Entre aquestes teories qüestionables estava l'afirmació que els casquets polars de Mart eren formacions de núvols purament atmosfèrics, en lloc de terreny cobert de gel.

## Descobriments
L'assoliment que el va fer més conegut va ser el descobriment de fenòmens lunars transitoris en el cràter Alphonsus. En 1958 va observar una zona de color blanc en el cràter, i una anàlisi espectrogràfica d'aquesta zona va revelar un núvol d'emissió amb partícules de carboni. Ja s'havien registrat fenòmens lunars transitoris temps enrere, en el que semblaven ser emissions temporals sobre la superfície lunar. El descobriment de Kózirev va ser la primera observació d'aquesta classe que va semblar confirmar que la lluna era volcànicament activa.
En 1953, Kózirev va intentar analitzar el fenomen de les llums Ashen, una resplendor nocturn en l'atmosfera de Venus l'existència del qual segueix sent polèmica. També va fer les primeres observacions de l'espectre visible i ultraviolat de Venus. El seu càlcul del balanç tèrmic de Venus va refutar la teoria molt estesa en aquell temps que els núvols de Venus consistien en pols. Kózirev va argumentar que l'energia absorbida en l'atmosfera superior crea tempestes a gran altura, però que la superfície de Venus roman tènuement il·luminada. Aquest treball va influir en posteriors teories sobre Venus, i el Premi Nobel Harold Urey li va dedicar un article a l'anàlisi de les seves implicacions.
A causa dels seus experiments i publicacions (Mecànica causal/Teoria del temps) es va convertir en una figura polèmica en la comunitat científica russa. En la dècada de 1930, Kózirev era considerat el més prometedor nou astrofísic a Rússia, però la seva detenció i llarg empresonament va destruir la seva carrera durant el que és generalment el període més creatiu de la vida d'un científic. Aïllat de totes les notícies i publicacions, va reflexionar sobre la font de calor interna en estrelles i planetes, però no estava assabentat dels descobriments realitzats en mecànica quàntica i energia atòmica. Després del seu alliberament, va lluitar per recuperar el seu lloc en la ciència, però les seves pròpies teories havien quedat obsoletes respecte a la física actual d'aquell moment.
La disputa sobre la teoria de la mecànica causal de Kózirev, va arribar al diari  Pravda en 1959, amb crítiques d'alguns dels principals físics de la Unió Soviètica, incloent a Ígor Tam. El gener de 1960, la Acadèmia Soviètica de Ciències i la Oficina de Ciències Físic-Matemàtiques va nomenar una Comissió per resoldre la controvèrsia. Nou homes van ser assignats per investigar la teoria, l'evidència experimental, i el cas especial de l'asimetria planetària, que per a Kózirev era l'evidència de l'existència d'un "efecte de la latitud" a causa d'un girocompàs gravitacional. Les conclusions van ser:
1. La teoria no es basa en axiomes acceptats i clarament formulats, les seves conclusions no estan desenvolupades prou per mètodes estrictes lògics o matemàtics.
2. La qualitat i exactitud dels experiments de laboratori realitzats no permeten obtenir conclusions específiques sobre la naturalesa de l'efecte.
3. La forma asimètrica dels principals planetes buscada mesurant les seves fotografies, no es va trobar a Saturn. Per a Júpiter es va arribar a la conclusió que l'asimetria aparent és el resultat de la disposició asimètrica de les bandes de la seva superfície, però no és el resultat d'una asimetria geomètrica del planeta.

## Mirall de Kózirev
Un mirall de Kózirev és un dispositiu d'alumini (de vegades de vidre o d'algun material reflector com un mirall) amb la seva superfície en forma d'espiral, que, introduït per Vlail Kaznacheev i suposadament basat en les teories de Kózirev, són capaços d'enfocar diferents tipus de radiació electromagnètica, incloent els tipus de radiació provinents d'éssers vius. Els miralls de Kózirev van ser utilitzats en experiments relacionats amb la percepció extrasensorial, realitzats en el Institut de Medicina Experimental de Sibèria, Divisió de l'Acadèmia Russa de Ciències. Una sèrie de persones, col·locades a l'interior d'espirals cilíndriques (generalment, amb una volta i mitja cap a la dreta, fabricats amb alumini polit) causants de les sensacions psico-físiques anòmales suposadament experimentats, que van ser registrades en les actes dels experiments d'investigació.

## Honors
El setembre del 1969, l'Acadèmia Internacional d'Astronàutica (IAA, París, França) va premiar nominalment a Kózirev "per les seves notables observacions telescòpiques i espectrals de fenòmens luminescents a la Lluna, demostrant que el satèl·lit segueix sent un cos actiu, i per estimular el desenvolupament internacional de mètodes d'investigació de la luminescència."
Al desembre de 1969, la Comissió Estatal d'Assumptes d'Investigació i Invencions del Consell de Ministres de l'URSS, va atorgar a Kózirev un diploma "pel descobriment de l'activitat tectònica de la lluna."

## Eponímia
Els següents elements astronòmics porten el seu nom:
- El asteroide (2536) Kozyrev.
- El cràter Kozyrev en la Lluna.

## Publicacions
- N.A.Kózirev, Sobe la lluentor nocturna de Venus, notícies del Krymskoi Astrofizicheskoi Observatorii, Vol. 12
- N.A.Kózirev, Absorció molecular en la part violeta de l'espectre de Venus Krymskoi Astrofizicheskoi Observatorii, Vol. 12
- N.A.Kózirev, Treballs seleccionats, publicat per la Universitat de l'Estat de Leningrad, 1991. 488 p.
- N.A.Kózirev, V.V.Nasonov, Algunes característiques del temps, descobertes per observacions astronòmiques, en Problemy Vselennoi Issledovaniya, 1980, (en rus)
- N.A.Kózirev, Possibilitat d'estudi experimental de les propietats del temps, Pulkovo, setembre de 1967 (Text disponible Arxivat 2014-06-25 a Wayback Machine.)
- N.A.Kozyrev, Fuentes d'energia estel·lar i la Teoria de la constitució interna dels estels, en:  Progress in Physics, 2005, v.3, 61-99

## Publicacions referents als treballs de Kózirev
- Margerison Dr. T., Causal Mechanics - The Russian Scientific Dispute, New Scientists, London, Nov 26, 1959
- Akimov, A.E., Shipov, G. I., Torsion fields and their experimental manifestations, 1996 (html available)
- Mishin, Alexander M., The Ether Model as Result of the New Empirical Conception, International Academy of MegaSciences, St. Petersburg, Russia (html available)
- Levich, A.P., A Substantial Interpretation of N.A. Kozyrev’s Conception of Time. Singapore, New Jersey, London, Hong Kong: World Scientific, 1996, p. 1-42.
- A.E.Akimov, G.U.Kovalchuk, V.G.Medvedev, V.K.Oleinik, A.F.Pugach, The preliminary results of astronomical observations of the sky with N.A.Kozyrev's method, Chief astronomical observatory of Ukraine Acad.of Sciences, Kiev, 1992
- Ostrander, S. and Schroeder, L., Psychic Discoveries Behind the Iron Curtain, Prentice-Hall, Inc., Englewood Cliffs, N.J., 1970.
- Hellmann, A., Aspekte der Zeit- und Äthertheorie, 2006, ( Arxivat 2016-08-15 a Wayback Machine.)
- Lavrentiev, M.M., Yeganova, I.A., Lutset, M.K. & Fominykh, S.F. (1990). On distant influence of stars on resistor. Doklady Physical Sciences. 314 (2). 368-370.
- Lavrentiev, M.M., Gusev, V.A., Yeganova, I.A., Lutset, M.K. & Fominykh, S.F. (1990). On the registration of true Sun position. Doklady Physical Sciences. 315 (2), 368-370.
- Lavrentiev, M.M., Yeganova, I.A., Lutset, M.K. & Fominykh, S.F. (1991) On the registration of substance respond to external irreversible process. Doklady Physical Sciences. 317 (3), 635-639.
- Lavrentiev, M.M., Yeganova, I.A., Medvedev, V.G., Oleynik, V.K. & Fominykh, S.F. (1992). On the scanning of star sky by Kozyrev’s detecting unit. Doklady Physical Sciences. 323 (4), 649-652.
- Levich, A.P. (1995). Generating Flows and a Substantional Model of Space-Time. Gravitation and Cosmology. 1 (3), 237-242.
- Wilcock, David. (2011). The Source Field Investigations